# 恋するエジソン
『恋するエジソン』（こいするエジソン）は、渡邉築による日本の漫画作品。『週刊少年ジャンプ』（集英社）にて、2012年18号に読み切りを掲載後、2013年10号から同年35号まで連載された。雑誌掲載時には、毎号2話ずつ掲載された。渡邉の2作目の連載作品である。

## 登場人物
松中 スピカ（まつなか スピカ）
本作の主人公。「エジソンの知識が全て埋め込まれたネジ」が頭に埋まっている女子高生。名前のモデルは牡牛座。
明星 研介（あかほし けんすけ）
学生寮「明星荘」の寮長。名前のモデルは金星の別称。
天川 秤（あまかわ はかり）
自称「天才美少女発明家」。「ニコラ・テスラの知識が全て埋め込まれたコイル」が頭に埋まっている。関西弁で話す。名前のモデルは天秤座。
魚園
スピカの学校の番長。名前のモデルは魚座。
射手矢 俊介（いでや しゅんすけ）
親同士が決めたスピカの許嫁。名前のモデルは射手座。
オマミ
スピカの友達であるツインテールの女子高生。

## 書誌情報
- 渡邉築『恋するエジソン』集英社〈ジャンプ・コミックス〉、全3巻
  1. 2013年7月4日発売[5]、ISBN 978-4-08-870773-0
  2. 2013年9月4日発売[6]、ISBN 978-4-08-870808-9
  3. 2013年10月4日発売[7]、ISBN 978-4-08-870840-9